# Pułap wynagrodzeń
Pułap wynagrodzeń (ang. salary cap) – limit wydatków na pensje zawodników zatrudnionych przez jeden klub w danym sezonie.
Salary cap jest stosowane w niektórych ligach zawodowych, zwłaszcza amerykańskich (NBA, NHL, NFL). Ma wyrównywać szanse występujących w lidze zespołów i zapobiegać dominacji jednego z nich, ale również ograniczyć ryzyko bankructwa klubu na skutek przepłacenia zawodników. Salary cap niekoniecznie musi być sztywne, np. w NBA istnieją sposoby ominięcia wyznaczonego limitu.
W Europie mechanizm salary cap jest raczej niestosowany, jednak co pewien czas powraca pomysł jego wprowadzenia w ligach piłkarskich. Wyjątkiem są hokejowe rozgrywki KHL.